# Crèvecœur-le-Grand
Crèvecœur-le-Grand è un comune francese di 3 447 abitanti situato nel dipartimento dell'Oise della regione dell'Alta Francia.

## Società

### Evoluzione demografica
Abitanti censiti